# 아만다 노렛

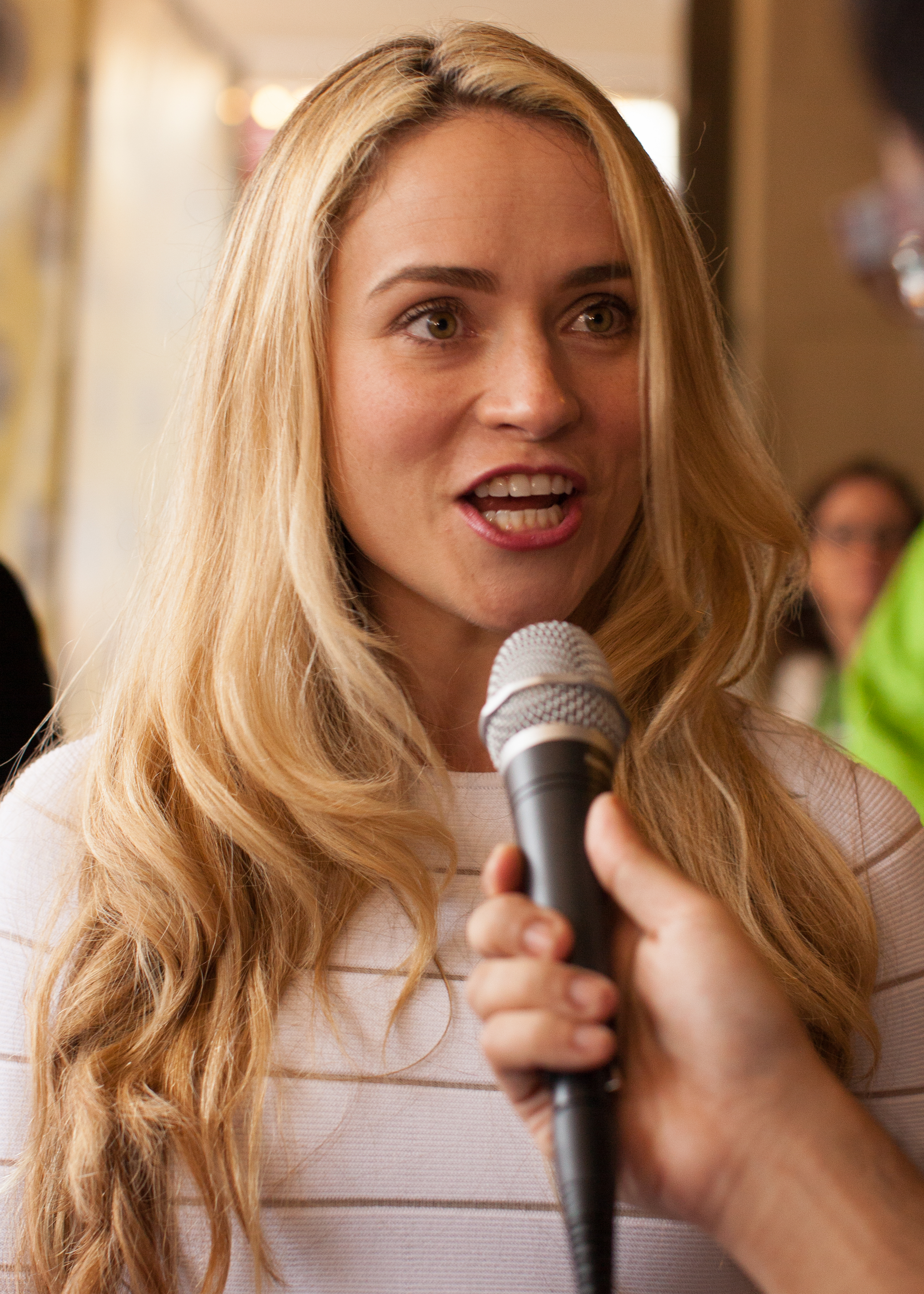

아만다 노렛(Amanda Noret)은 미국의 배우, 텔레비전 배우, 영화배우이다.
미국에서 태어났다.

## 영화
- 지킬 (2007년)
- 곤 (2006년)
- 베로니카 마스 (2004년)